# Motion City Soundtrack
Motion City Soundtrack was een rockband uit Minneapolis, Minnesota, Verenigde Staten, gevormd in 1997. De band heeft vijf studioalbums uitgebracht en ze hebben in de loop van hun carrière meer dan 600.000 platen verkocht, waarvan ruim een half miljoen in de Verenigde Staten.

## Discografie
Studioalbums
- 2003: I Am the Movie
- 2005: Commit This to Memory
- 2007: Even if It Kills Me
- 2010: My Dinosaur Life
- 2012: Go